# Alfred Hagelstange
Alfred Hagelstange (* 5. September 1874 in Erfurt; † 2. Dezember 1914 in Köln) war ein deutscher Kunsthistoriker.
Hagelstange studierte an den Universitäten Freiburg, Leipzig, Göttingen und der Straßburg Altertumswissenschaften und Kunstgeschichte. 1897 wurde er in Göttingen promoviert.
Nach einem Praktikum am Kupferstichkabinett des Germanischen Nationalmuseums in Nürnberg 1898 war er Assistent am Städelschen Kunstinstitut in Frankfurt am Main und danach im kurz zuvor neu errichteten Kaiser Friedrich Museum Magdeburg. Dort half er dem Direktor Theodor Volbehr bei der Einrichtung des Museums und erstellte den Bibliotheksführer. Von 1908 bis zu seinem Tod war Hagelstange als Nachfolger von Carl Aldenhoven Direktor des Wallraf-Richartz-Museums in Köln. Mit gezielten Ankäufen – so die Sammlung Wilhelm Leibl – öffnete er das Haus den Malern des Realismus und der Klassischen Moderne.
Er starb nach kurzer Krankheit an den Folgen eines Herzinfarktes.

## Veröffentlichungen (Auswahl)
- Süddeutsches Bauernleben im Mittelalter. Duncker & Humblot, Leipzig 1898 (zugleich Dissertation).